# Як спокушати важкодоступних жінок
«Як спокушати важкодоступних жінок» — американський кінофільм режисера Річарда Темчена, що вийшов на екрани в 2009 році.

## Зміст
Філіп-справжній ловелас. Привабливий француз знає все про жіночу психологію і може спокусити будь-яку красуню. Йому належить поділитися своїм досвідом та знаннями з групою американців, які відчувають постійні труднощі при спілкуванні з жінками.

## Ролі
| Актор              | Роль |
| ------------------ | ---- |
| Луї-До де Ланкесе  | -    |
| Стефані Зостак     | -    |
| Джекі Хоффман      | -    |
| Рейчел Робертс     | -    |
| Опал Алладін       | -    |
| Протіма Анею       | -    |
| Брайан Аверс       | -    |
| Лорі Бейкер        | -    |
| Девід Вілсон Барнс | -    |
| Грегг Белло        | -    |

## Знімальна група
- Режисер — Річард Темчен
- Сценарист — Річард Темчен
- Продюсер — Річард Темчен, Стен Чарнін, Гаетан Россо
- Композитор — Педро Х. Да Сілва